# Carl Schultz (Politiker)
Carl Schultz (* 14. August 1885 in Hamburg; † 9. Juli 1966 in Cuxhaven) war ein deutscher Politiker (FDP) und Mitglied des Ernannten Hannoverschen Landtages.

## Leben
Nach dem Besuch der Volksschule absolvierte Carl Schultz eine Ausbildung als Schornsteinfeger. Die Gesellenprüfung bestand er im Jahr 1904, die Meisterprüfung legte er im Jahr 1911 ab. In Hamburg war er zwischen 1919 und 1928 Bezirksschornsteinfegermeister, in Cuxhaven übernahm er 1925 einen ausgedehnten Kehrbezirk. In Cuxhaven wurde er auch Beauftragter für die FDP (Demokratische Union) ab 1946. Vom 23. August 1946 bis 29. Oktober 1946 war er Mitglied des ernannten Hannoverschen Landtages. 
Er war verheiratet und hatte ein Kind.